# Сидоренко, Татьяна Ивановна (актриса)
Татьяна Ивановна Сидоренко (род. 13 июня 1949, Москва) — российская актриса театра и кино, заслуженная артистка России (1997).

## Биография
Татьяна Сидоренко родилась 13 июня 1949 года в Москве. После окончания школы работала в «Интуристе», в агентстве по продаже авиабилетов.
В 1971 году окончила Театральное училище имени Щукина. После окончания училища вошла в труппу Театра на Таганке.

## Награды
- Заслуженная артистка России (1997)
- Премия города Москвы в области литературы и искусства (2022) — за исполнение главной роли в спектакле «Земляничная поляна»[2]

## Работы в театре

### Театр на Таганке
- «Преступление и наказание» — Соня Мармеладова
- «Десять дней, которые потрясли мир»
- «Павшие и живые»
- «Антимиры»
- «Вишнёвый сад» — Дуняша
- «Час пик» — секретарша Божена
- «Товарищ, верь…» — Керн и гадалка Кирхгоф
- «Преступление и наказание» — Дуня
- «Братья Карамазовы» (Скотопригоньевск) — Хохлакова, Первая Мать
- «Добрый человек из Сезуана» — Старая проститутка, Госпожа Шин
- «Живаго (доктор)»
- «Марат и маркиз Де Сад» — Жена Кульмье, Мать Марата
- «Мастер и Маргарита» — Гелла; Караулина, супруга Семплеярова
- «Фауст» — Марта
- «Горе от ума — Горе уму — Горе ума» — Старуха Хлестова
- «Калека с Инишмана» — Кейт
- «Квадратные круги» — Хор
- «Король умирает» — Джульетта, служанка, сиделка
- «Под кожей статуи Свободы» — изображала статую Свободы

## Фильмография
| Год  |     | Название                                                                     | Роль                                          |
| ---- | --- | ---------------------------------------------------------------------------- | --------------------------------------------- |
| 1974 | ф   | Единственная дорога (Okovani soferi; СССР, Югославия)                        | Люба, вокал                                   |
| 1977 | ф   | Кошка на радиаторе                                                           | Она, Лиза                                     |
| 1978 | ф   | Бархатный сезон                                                              | Мари                                          |
| 1978 | ф   | Часы с кукушкой                                                              | Елизавета Антоновна Кузнецова, жена Валентина |
| 1979 | ф   | Осторожно, ремонт!                                                           | Лиза Кузнецова                                |
| 1980 | ф   | Откуда в траве рыба?                                                         | Имя персонажа не указано                      |
| 1983 | ф   | Аукцион                                                                      | эпизод                                        |
| 1990 | ф   | Сукины дети                                                                  | эпизод (нет в титрах)                         |
| 1993 | ф   | Наш пострел везде поспел                                                     | Имя персонажа не указано                      |
| 1999 | тсп | Борис Годунов                                                                | хор[что?]                                     |
| 2003 | с   | Адвокат (фильм 2 «Побег», фильм 3 «Бой без правил»)                          | Анна Анатольевна, судья                       |
| 2004 | ф   | Виола Тараканова. В мире преступных страстей (фильм 1-й «Чёрт из табакерки») | Элеонора Михайловна, бабушка Насти            |
| 2004 | ф   | На углу, у Патриарших 4                                                      | Белоусова                                     |
| 2005 | с   | Адвокат 2 (фильм 1 «Дезертир»)                                               | Анна Анатольевна, судья                       |
| 2008 | ф   | Срочно в номер 2                                                             | Глафира, жена Афанасия                        |
| 2011 | ф   | Бомбила                                                                      | Ольга Ивановна, тёща Артёма                   |

## Издательство
- Наталья Варлей. Канатоходка. — Litres, 2018-10-02. — 656 с.— ISBN 978-5-04-134033-9[3].
- Фёдор Раззаков, Павел Глоба. Знаменитые Козероги. — Litres, 2011-01-19. — 1076 с. — ISBN 978-5-457-01339-1[4].
- Борис Кудрявов. Гибель Высоцкого. Правда и домыслы. — Litres, 2022-05-15. — 578 с. — ISBN 978-5-04-254263-3[5].